# Palais Salvo
Le palais Salvo (en espagnol : Palacio Salvo) est un gratte-ciel de la ville de Montevideo en Uruguay.

## Situation
L'édifice s'élève sur le côté est de la place de l'Indépendance, à l'angle avec l'avenue du 18 juillet.

## Historique
Dessiné par l'architecte italien Mario Palanti, le palais est construit sous l'impulsion de trois frères entrepreneurs, Ángel, José et Lorenzo Salvo. Les travaux débutent en 1925 et s'achèvent avec l'inauguration de l'édifice le 12 octobre 1928. Avec ses 105 mètres de hauteur maximale, il est alors le deuxième bâtiment le plus haut d'Amérique du Sud et le demeure jusqu'en 1935 quand il est devancé par l'édifice Kavanagh de Buenos Aires.
De style éclectique très critiqué par bien des architectes de son époque et de silhouette très caractéristique, il est devenu un édifice emblématique de la ville et un témoin des années de prospérité de la ville durant les premières décennies du XXe siècle.

## Architecture
L'immeuble Art déco qui combine des influences gothique et Renaissance avec des touches néo-classiques, comporte 27 étages. 
Le même architecte construisit un édifice de style similaire, le palais Barolo à Buenos Aires.